# نیویورکی‌ها
نیویورکی ها (به انگلیسی :New yorkers) عنوان معروفی است برای مجموعه‌ای پنج داستانی از نویسندهٔ معروف داستان‌های کوتاه، او. هنری. پنج داستان کوتاه داخل این کتاب عبارتند از «هدیه‌های کریسمس»، «انتخاب سواپی»، «پرسه‌ای در فراموشی»، «لحظه تیلدی»، و «یادگاری»؛ که البته در چاپ‌های مختلف با اسامی مختلفی چاپ شده‌اند.

## اسامی در نسخۀ چاپی کتابخانۀ آکسفورد
- The Christmas Presents
- Soapy's Choice
- A Walk In Amnesia
- Tildy's Moment
- The Memento[۲]

## اسامی اصلی
- The Gift Of The Magi[۳]
- The Cop And The Anthem[۴]
- A Ramble In Aphasia[۵]
- Tildy's Moment[۶]
- The Memento[۷]

## اسامی به فارسی
اسامی در نسخۀ چاپی کتابخانۀ آکسفورد :
- هدیه های کریسمس
- انتخاب سواپی
- پرسه ای در فراموشی
- لحظه تیلدی
- یادگاری

اسامی اصلی (در چاپ اولیه) :
- هدیۀ مجوسیان
- پلیس و سرود کلیسا
- لحظه تیلدی
- یادگاری

## خلاصهٔ داستان
- هدیه‌های کریسمس

زوجی فقیر دز آستانهٔ کریسمس به تنگنا رسیده‌اند. زن می‌خواهد بهترینن کادو را برای همسر خود بخرد؛ بنا بر این کاری بسیار عجیب انجام می‌دهد؛ و قضیه عجیب تر می‌شود وقتی که هدیهٔ همسر خود را مشاهده می‌کند.
- انتخاب سواپی

<<سواپی>> نام ولگردی است که دهر سال نو، به علت سرما و عدم وجود غذای کافی، دست به اقدام عجیبی می‌زند: او از عمد جرم می‌کند تا به زندان برود. حالا چه اتفاقی می‌افتد اگر او نتواند راهی برای به زندان رفتن پیدا کند؟! در این صورت اقدام بعدی سواپی چه خواهد بود؟! همه چیز به انتخاب وی بسیتگی دارد...
- پرسه‌ای در فراموشی

مرد جوانی حافضهٔ خود را از دست می‌دهد؛ و خویشاوندان و دوستان او، همه به دنبال عاملی هستند که بتواند حافضه را به او بازگرداند. این چه بیماری عجیبی است؟ مرد ناگهان حافظه خود را از دست داده. ما دلیل این امر را تا پایان داستان، و جمله ای که مرد جوان به دکتر خود میگوید، نخواهیم فهمید...
- لحظه‌ی تیلدی:

تیلدی نام پیشخدمت زنی است که به دلیل همکار زیباروی خود، هیچگاه مورد توجه قرار نگرفته است. حالا مردی ناگهان میاید و بوسه‌ای بر لب او می‌زند. وی بسیار شگفت زده می‌شود ولی به زودی ان مرد برمیگردد و او دلیل این کار را می‌فهمد...
- یادگاری

کل داستان در کمتر از نیم ساعت اتفاق میافتد. بازیگر تئاتری دوست قدیمی خودرا که او نیز هنرپیشه بوده است مبیند. او از همکار و دوست سابق خود میپرسد در این مدت چه اتفاقاتی برای او افتاده است، و کل داستان، ماجرایی است که از زبان همکار او تعریف میشود: وی همسر خوبی از کلیسا پیدا میکند و با او زندگی را از سر میگیرد؛ ولی پس از مدت کوتاهی از وی جدا میشود. دلیل این کار را، در ابتدای داستان هیچ‌کس نمیداند، تنها نکته ای که وجود دارد، این است که داساتان به یک یادگاری مربوط میشود...

## جستار های وابسته
- هدیه مغان
- پلیس و سرود کلیسا
- یادگاری (داستان کوتاه)
- پرسه ای در فراموشی